# Alwin Berger
Pour les articles homonymes, voir Berger (homonymie).
Alwin Berger (né le 28 août 1871 à Möschlitz, un quartier de la ville de Schleiz, en Principauté Reuss branche cadette et mort le 20 avril 1931) est un botaniste allemand de la fin du XIXe et du début du XXe siècle.

## Biographie
Alwin Berger travaille dans les jardins botaniques de Dresde et de Francfort-sur-le-Main avant de devenir le conservateur du jardin de Sir Thomas Hanbury (1832-1907) à La Mortola près de Vintimille, dans le nord-est de l’Italie, fonction qu’il exerce de 1897 à 1914.
Il travaille en Allemagne de 1914 à 1919 puis part étudier trois ans aux États-Unis. À son retour, il prend la direction du département de botanique du muséum de Stuttgart.
Spécialiste de la taxinomie des plantes succulentes, en particulier des agaves et des cactus, il fait paraître en 1915 son Die Agaven où il décrit 274 espèces d’agaves.

## Éponymie
Les genres Bergerocactus (Cactaceae) et Bergeranthus (Mesembryanthemaceae) lui ont été dédiés.